# Eudorylas bredoi
Eudorylas bredoi är en tvåvingeart som först beskrevs av Hardy 1949.  Eudorylas bredoi ingår i släktet Eudorylas och familjen ögonflugor.
Artens utbredningsområde är Kongo. Inga underarter finns listade i Catalogue of Life.